# Кошицка Нова Вес
Кошицка Нова Вес (слч. Košická Nová Ves) је градска четврт Кошица, у округу Кошице III, у Кошичком крају, Словачка Република.

## Становништво
Према подацима о броју становника из 2011. године градско насеље је имало 2.580 становника.